# Magyar Kormánytisztviselői Kar
A Magyar Kormánytisztviselői Kar (rövidítve: MKK) a kormánytisztviselők és állami tisztviselők önkormányzattal rendelkező, közigazgatási szakmai, érdekképviseleti köztestülete. Kötelező tagsági viszony alapján működik.) Az MKK jogi személy. Az MKK a feladatait az országos, valamint a fővárosban és a megyékben (a továbbiakban: területi szint) működő szervezete útján látja el. Elnöke Jávor András dr.
Az MKK tagjai a 2011. évi CXCIX. törvényben és az MKK Alapszabályában  meghatározott módon és feltételek szerint tagozatokat alakíthatnak, amelyek ellátják az Alapszabályban, illetve a 2011. évi CXCIX. törvény 30. §-ban meghatározott szervezet által átruházott feladatokat.

## Székhelye
1055 Budapest, Kossuth tér 2-4.

## Feladata és hatásköre
- a) ellátja a kormánytisztviselői hivatás gyakorlásával összefüggő ügyekben az általános érdekképviseletet;
- b) védi a Kormánytisztviselői Kar tekintélyét, testületeinek és tagjainak érdekeit, valamint a kormánytisztviselő jogait;
- c) megalkotja a hivatásetikai részletszabályokat, kialakítja az e törvényben meghatározott keretek között az etikai eljárás rendszerét, valamint lefolytatja az etikai eljárásokat;
- d) konzultációs joggal közreműködik a kormánytisztviselők foglalkoztatását és hivatásgyakorlásának feltételeit befolyásoló, a kormánytisztviselő számára előírt szakmai vizsgákkal kapcsolatos, valamint az MKK-t érintő jogszabályok megalkotásában;
- e) véleményét ki kell kérni
  - ea) a kormányzati szolgálati jogviszonnyal összefüggő kérdésekben,
  - eb) a központi és a társadalombiztosítási költségvetésnek a kormányzati szolgálati jogviszonyban állókat érintő rendelkezéseivel összefüggésben, valamint
  - ec) az igazgatási munkaerővel és személyi juttatásokkal való gazdálkodás elvi kérdéseiben;
- f) kezdeményezheti a Kormánynál a kormánytisztviselők élet- és munkakörülményeit, valamint foglalkoztatási feltételeit és a hivatás gyakorlását érintő jogszabályok megalkotását, illetve módosítását;
- g) a feladat- és hatáskörét érintő bármely kérdésben felterjesztési jogot gyakorol;
- h) kezdeményezheti az igazságügyért felelős miniszternél a kormányzati szolgálati jogviszonnyal kapcsolatos jogszabálysértő gyakorlat megváltoztatását;
- i) megalkotja működési szabályait;
- j) tagjairól és szerveiről nyilvántartást vezet;
- k) a kiváló munka elismeréseként díjakat alapíthat és adományozhat;
- l) a Kormánynál, a közigazgatási minőségpolitikáért és személyzetpolitikáért felelős miniszternél, illetve az illetékes szerv vezetőjénél kezdeményezheti kitüntetés vagy más elismerés adományozását;
- m) szakmai konferenciákat, tudományos tanácskozásokat, felkészítő továbbképzéseket szervezhet;
- n) pályázatokat írhat ki és bírálhat el, illetve kiadványokat jelentethet meg a közigazgatás fejlesztésére, gyakorlatának egységesítésére, a közigazgatási példaadó munkamódszerek megismertetésére, hagyományainak ápolására;
- o) a kormányzati szolgálati jogviszony tekintetében meghatalmazás alapján képviseli tagját a bíróság vagy más hatóság előtti eljárásban;
- p) tagjai számára jóléti, szociális és egyéb kedvezményes szolgáltatásokat nyújthat;
- q) megfigyelőként részt vesz a kormánytisztviselők vizsgáztatásában és továbbképzésében, indokolt esetben törvényességi és egyéb intézkedést kezdeményez;
- r) tagot delegál a Közigazgatási Továbbképzési Kollégiumba;
- s) megalkotja éves költségvetését, elfogadja az éves költségvetés végrehajtásáról szóló a számviteli törvény szerinti beszámolót;
- t) ellátja mindazokat a feladatokat, amelyeket törvény vagy kormányrendelet határoz meg.[6]